# Bungkanel
Bungkanel is een bestuurslaag in het regentschap Purbalingga van de provincie Midden-Java, Indonesië. Bungkanel telt 2321 inwoners (volkstelling 2010).